# Ángel Felicísimo Rojas
Ángel Felicísimo Rojas Menéndez  (Loja, 20 de diciembre de 1909-Guayaquil, 20 de julio de 2003) fue un escritor, periodista, articulista, profesor y rector del Colegio Nacional Vicente Rocafuerte, catedrático universitario, crítico literario y académico ecuatoriano.
Mientras realizó sus estudios de Derecho en la Universidad Nacional de Loja dirigió la Revista Universitaria y militó en el Partido Socialista Ecuatoriano. Aunque posteriormente se separó de la organización, esa separación, no significó ruptura con la concepción ideológica socialista. A finales de 1941 estuvo preso debido a desacuerdos con el gobierno de Carlos Arroyo del Río.
Entre sus obras más conocidas y relevantes  destacan la novela El éxodo de Yangana (1949) y la colección de cuentos Un idilio bobo (1946).

## Biografía

### Primeros años
Ángel Felicísimo Rojas nació en 1909 en El Plateado, una zona rural de Loja, Ecuador. Sus primeros años de educación primaria estuvieron a cargo de su madre, Doña Filomena, quien era maestra en la única escuela local. Para poder recibir la primera comunión, un requisito religioso de la época, Rojas asistió por un año a la escuela de los Hermanos Cristianos. Esta experiencia fue negativa para él debido a los castigos y la severidad de un profesor francés, quien lo reprendía por sus preguntas consideradas "maliciosas" o "pecaminosas". A los diez años, Rojas inició sus estudios secundarios en el Colegio San Bernardo, aunque esta etapa estuvo marcada por el acoso de estudiantes mayores. Paralelamente a sus estudios, y para ayudar económicamente a su familia, se desempeñó como aprendiz de tipógrafo en la imprenta de Pablo Vélez, trabajando en las tardes de los fines de semana. En 1924, mientras cursaba el cuarto año de secundaria, Rojas consiguió un empleo como ayudante en el gabinete de física y química del colegio. Con un salario de treinta sucres mensuales, pudo independizarse del trabajo de tipógrafo y ayudar a mantener a su madre, sus dos hermanas y su abuela, quienes se mudaron a Loja. Su madre también contribuía a la economía familiar con su trabajo, formando un equipo que le permitió a Rojas seguir adelante con sus estudios y sus responsabilidades.
Rojas estudió Jurisprudencia en la Universidad Nacional de Loja por necesidad económica, ya que no tenía los medios para estudiar en Quito. A los dieciséis años, motivado por sus profesores, se unió al recién fundado Partido Socialista Ecuatoriano, participando activamente en la concientización de obreros y artesanos en Loja. Su incursión en la política fue al principio sentimental, pero luego se fortaleció intelectualmente. En esa época, la sociedad lojana estaba fuertemente influenciada por la Iglesia, que veía al socialismo como una amenaza, y a los militantes como "gente indeseable" o "enemigos destructores de la fe". En 1926, con la llegada de la Misión Kemmerer a Ecuador, se implementaron medidas capitalistas y se crearon instituciones financieras importantes como el Banco Central. Rojas vio esto como un contrapeso al naciente socialismo. A pesar de los desafíos y la oposición social, continuó con su activismo, propugnando ideas como que el 1 de mayo fuera reconocido como el Día del Obrero, en lugar del tradicional 19 de marzo, Día de San José, promovido por la Iglesia.

### Trayectoria literaria
A partir de 1928, Rojas comenzó su carrera como escritor con la publicación de una serie de folletines, Correrías casuales por el Ecuador. Su vocación de escritor, según él, se debió a la influencia de su abuela, una narradora innata. En 1934, se mudó a Guayaquil por la falta de oportunidades profesionales en Loja, y su primera novela, Banca, la escribió entre 1931 y 1933, terminándola en prisión. Formó parte del "Grupo de Guayaquil", un colectivo literario que abordaba la realidad nacional, y su activismo político lo llevó a la cárcel entre 1941 y 1942, durante el gobierno de Carlos Arroyo del Río, por defender la integridad territorial de Ecuador. También publicaría años más tarde El éxodo de Yangana, considerado como uno de los mejores libros de su generación. Ahí retrata la historia de un pueblo cerca del valle de Vilcabamba compuesto por los tradicionales campesinos del austro ecuatoriano, conocidos como chazos.
Rojas consideraba que la función del escritor es concienciar a los sectores populares y luchar por la libertad de manera digna, sin caer en la agresión o el odio. Su obra busca la disidencia moral y cuestiona la realidad oficial, mostrando que las fronteras entre verdad y ficción son borrosas. Desempeñó un papel activo en la política ecuatoriana, sirviendo como Contralor General de la Nación después de la Revolución del 28 de mayo de 1944. Sin embargo, en 1946, renunció a su cargo enérgicamente en protesta por la autoproclamación de José María Velasco Ibarra como dictador, para luego establecerse definitivamente en Guayaquil. Allí, se asoció con el escritor José de la Cuadra en su consultorio legal y mantuvo una estrecha amistad y colaboración con los miembros del Grupo de Guayaquil.
Se consideraba un crítico literario y colaborador en el proceso creativo de sus contemporáneos, como Demetrio Aguilera Malta, sin conflictos. Además, abordó la crítica de su obra que no se enfrenta de manera contundente al poder capitalista. Defendió su estilo aludiendo a que el compromiso del escritor va más allá de una filiación partidista. También reflexió sobre el caso de Pablo Palacio, otro miembro de su generación, cuya literatura, aunque no fuera explícitamente política, era una "fina y muy inteligente construcción política" que le permitió una mayor trascendencia.

### Últimos años y vida familiar
Ángel Felicísimo Rojas murió el 19 de julio de 2003 en Guayaquil, a la edad de 93 años. Su hermana, Enriqueta Aguirre Rojas, lo describe como "un hombre maravilloso" y un guía, siempre unido a la familia a pesar de la distancia.  Su hijo, Jorge Luis Rojas, lo consideró como un padre "vertical, duro y difícil" pero un amigo, guía y ejemplo a seguir. Atribuye esta actitud a la crianza sin la figura paterna. Aunque Rojas se divorció en 1960, mantuvo su rol de padre con sus hijos. A pesar de que su hija Martha María Rojas Flor, y sus nietas, intentaron convertirlo al cristianismo, Rojas fue agnóstico hasta el final de sus días. Su hijo aclara que esto no se debía a un peligro ideológico, sino al deseo de sus nietas de que su abuelo "se fuera al cielo". Como lojano, nunca olvidó su ciudad natal, siempre regresaba a ella y declaraba que aunque vivía en Guayaquil, su corazón se encontraba en Loja.

## Obras
Novela
- Banca (Loja, 1938).
- El éxodo de Yangana (Buenos Aires, 1949).
- Curipamba (Loja, 1983).
- El club de los Machorros (Loja, 2005).

Cuento
- Un idilio bobo (Quito, 1946).
- El busto de doña Leonor (Quito, 1997)

Ensayo
- La novela ecuatoriana (México, 1948).

## Premios y legado
- En 1979 la Municipalidad de Loja lo declaró El Mejor Ciudadano.[1]
- En 1997, en reconocimiento a su actividad literaria, el gobierno del Ecuador le otorgó el Premio Nacional "Eugenio Espejo".[1]
- En 2002 el gobierno ecuatoriano, le concedió la Orden Nacional al Mérito.[1]
- En septiembre de 2002, en Consejo Universitario de la Universidad de Guayaquil le concedió el título de doctor honoris causa.[1]
- El Concurso Nacional de Literatura en género Novela que realiza la Casa de la Cultura Ecuatoriana está nombrado en su honor.[7][1]